# Démographie du Nigeria
Le Nigeria est le pays le plus peuplé d'Afrique (7e pays au rang mondial). La population est estimée à environ 219 millions d'habitants en 2021. Le taux de natalité est très élevé et les projections démographiques anticipent une croissance importante de la population dans l'avenir.

## Population totale et projections démographiques

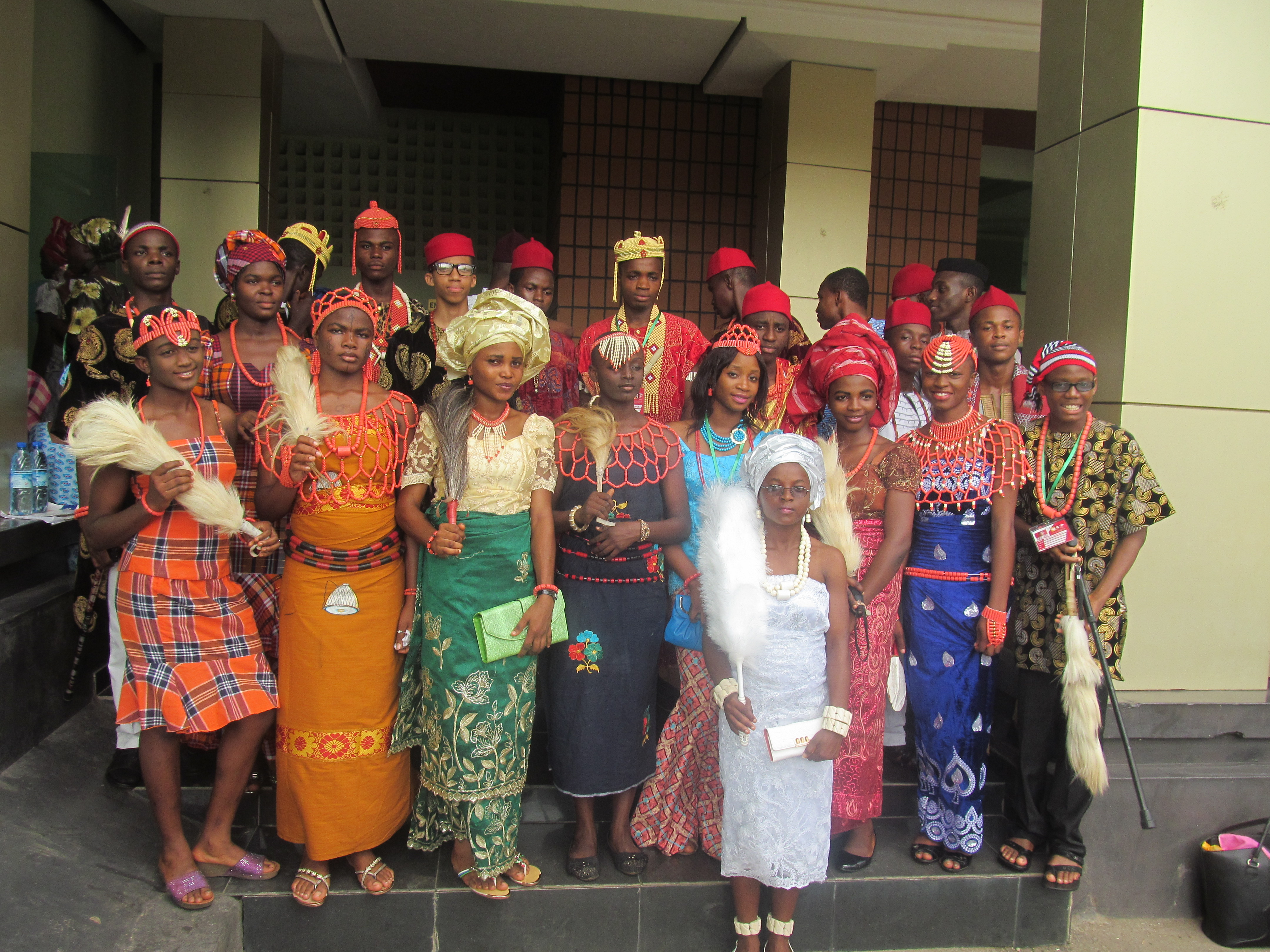
Diversité culturelle au Nigeria.

Selon le recensement de 2006, la population totale était évaluée à 140 millions.
Pour 2013, la population est estimée à :
- 170,9 millions par les Nations unies[13] ;
- 171,1 millions par l'INED[14] ;
- 174,5 millions par le Bureau du recensement des États-Unis[15] et le CIA World Factbook[16];
- 175,7 millions par le Bureau national des statistiques nigérian sur la base du recensement de 2006 qui estimait la population à 140,4 millions[17].

En raison de son fort taux de natalité, la population du Nigeria devrait s'accroître considérablement jusqu'au moins 2050. À cette date, la population devrait atteindre les 440 millions d'habitants d’après les Nations unies (variante médiane), le Nigeria devenant ainsi le troisième pays le plus peuplé au monde après l'Inde et la Chine. Le vice-président nigérian Yemi Osinbajo parle d'une population de 543 millions en 2050.
En 2100, la population pourrait atteindre 914 millions d'habitants d’après les Nations-Unies (variante médiane).

## Fécondité
En 2024, le taux de fécondité au Nigeria s'élève à 4,8 enfants par femme. 
|               | 2003 | 2008 | 2013 | 2018 | 2024 |
| ------------- | ---- | ---- | ---- | ---- | ---- |
| Milieu urbain | 4,9  | 4,7  | 4,7  | 4,5  | 3,9  |
| Milieu rural  | 6,1  | 6,3  | 6,2  | 5,9  | 5,6  |
| Total         | 5,7  | 5,7  | 5,5  | 5,3  | 4,8  |

## Immigration au Nigeria
| Pays d'origine | 2020      |
| -------------- | --------- |
| Bénin          | 377 169   |
| Ghana          | 238 284   |
| Mali           | 172 481   |
| Togo           | 158 262   |
| Autres         | 131 453   |
| Niger          | 120 797   |
| Cameroun       | 52 489    |
| Tchad          | 31 261    |
| Liberia        | 22 009    |
| Sierra Leone   | 4 363     |
| Total          | 1 308 568 |

## Recensement
Malgré une obligation d'enregistrer les naissances et les décès inscrite dans la loi depuis 1979, son application n'est toujours pas effective. En effet, En 2017, on estimait que 30% des naissances était enregistrées, 50% des habitants n'avaient pas de cartes d'identités et seulement 9% des individus avaient un numéro national d'identification (NIN : National ID number). 
Les ressources d'évaluation de population sont donc limitées aux recensements, enquêtes ad hoc et au travail statistique. Le recensement devrait avoir lieu tous les dix ans depuis le premier recensement de 1991, mais on ne compte depuis qu'un seul recensement en 2006.
Un recensement de la population était prévu pour 2016, puis reporté à 2018, puis reporté à 2023, puis une nouvelle fois repoussé à une date ultérieure,.
Un projet de développement des NIN avait été lancé en février 2020. Un accord avec la banque mondiale avait permis de débloquer une subvention de 430 millions d'équivalents USD, desquels 115 venait de l'Association Internationale de Développement, 100 de l'Agence Française de Développement et 215 de la Banque européenne d'investissement. L'objectif était initialement de 148 millions identification pour fin 2024. L'avancée du projet est estimée à 53.16% avec environ 74 millions de pièces d'identité distribuées en novembre 2024. Mais comme l'avancée du projet fut considérable dans les mois précédents, le projet est restructuré. Le nouvel objectif est de 180 millions de pièce d'identités avant fin 2026. 
Ce récent projet de NIN étant biométrique, il pourrait être la base d'un nouveau recensement. C'est ce que propose la National Population Comitee du parlement nigérian avec l'esquisse d'un projet de recensement à ₦18.2 milliards,.

## Sources
1. ↑  Indicateurs du World-Factbook publié par la CIA.
2. ↑  Le taux de variation de la population 2018 correspond à la somme du solde naturel 2018 et du solde migratoire 2018 divisée par la population au 1er janvier 2018.
3. ↑  Indicateurs du World-Factbook publié par la CIA.
4. ↑  L'indicateur conjoncturel de fécondité (ICF) pour 2018 est la somme des taux de fécondité par âge observés en 2018. Cet indicateur peut être interprété comme le nombre moyen d'enfants qu'aurait une génération fictive de femmes qui connaîtrait, tout au long de leur vie féconde, les taux de fécondité par âge observés en 2018. Il est exprimé en nombre d’enfants par femme. C’est un indicateur synthétique des taux de fécondité par âge de 2018.
5. ↑  Indicateurs du World-Factbook publié par la CIA.
6. ↑   Le taux de natalité 2018 est le rapport du nombre de naissances vivantes en 2018 à la population totale moyenne de 2018.
7. ↑  Indicateurs du World-Factbook publié par la CIA.
8. ↑   Le taux de mortalité 2018 est le rapport du nombre de décès, au cours de 2018, à la population moyenne de 2018.
9. ↑  Indicateurs du World-Factbook publié par la CIA.
10. ↑  Le taux de mortalité infantile est le rapport entre le nombre d'enfants décédés à moins d'un an et l'ensemble des enfants nés vivants.
11. ↑  L'espérance de vie à la naissance en 2018 est égale à la durée de vie moyenne d'une génération fictive qui connaîtrait tout au long de son existence les conditions de mortalité par âge de 2018. C'est un indicateur synthétique des taux de mortalité par âge de 2018.
12. ↑  L'âge médian est l'âge qui divise la population en deux groupes numériquement égaux, la moitié est plus jeune et l'autre moitié est plus âgée.
13. 1 2 3  (en) Nations-Unies "World Population Prospects: The 2012 Revision" Population Division of the Department of Economic and Social Affairs of the United Nations Secretariat.
14. ↑  INED - Tous les pays du monde
15. ↑  (en) United States Census Bureau “International Database”.
16. ↑  (en) The World Factbook, CIA
17. ↑  (en) National Bureau of Statistics, « National Population Estimates »  [PDF], sur National Bureau of Statistics, 8 décembre 2016 (consulté le 27 avril 2025)
18. ↑  (en) Nigeria's Population to Reach 543 Million in 2050 - VP Osinbajo
19. ↑  (en) The DHS Program (Enquêtes démographiques et de santé)
20. ↑  https://www.un.org/development/desa/pd/content/international-migrant-stock
21. 1 2  (en) National Bureau of Statistics, « Population and Vital Statistics »  [PDF], sur National Bureau of Statistics, 3 avril 2012 (consulté le 27 avril 2025)
22. ↑  (en) Marc Jean Yves Lixi, « Project Information Document / Integrated Safeguards Data Sheet »  [PDF], sur World Bank, 5 septembre 2018 (consulté le 27 avril 2025)
23. ↑  (en) Nigeria to include religion, ethnicity in 2016 census
24. ↑  (en) 2018 census: NPC restores religion, ethnicity, others
25. ↑  (en) National population census to be held in April 2023
26. ↑  (en) Nigerian Government Indefinitely Postpones 2023 Population Census
27. ↑  (en) Nigeria: Finally, Govt Rules Out Conduct of National Census Indefinitely
28. 1 2  (en) S Mboob Ida, « Disclosable Restructuring Paper - Nigeria Digital Identification for Development Project »  [PDF], sur World Bank, 22 décembre 2024 (consulté le 27 avril 2025)
29. ↑  (en) Segun Adewole, « Nigeria’s 19-year census gap: Senate pushes biometric headcount for 2025 », sur The Guardian Nigeria News - Nigeria and World News, 21 janvier 2025 (consulté le 27 avril 2025)
30. ↑  (en) Lu-Hai Liang, « Nigeria may have got its population wrong for two decades, calls for new biometric census | Biometric Update », sur www.biometricupdate.com, 23 janvier 2025 (consulté le 27 avril 2025)